# Blek mössmurkling
Blek mössmurkling (Cudonia confusa) är en svampart som beskrevs av Bres. 1892. Blek mössmurkling ingår i släktet Cudonia och familjen Cudoniaceae.  Arten är reproducerande i Sverige. Inga underarter finns listade i Catalogue of Life.